# Mental Home
Mental Home — русская метал-группа, играющая в стиле дум-метал (сами участники называют свой жанр «stratospheric dark metal») и исполняющая песни на английском и русском языках.

## История
Группа была создана в ноябре 1993 года. В первый состав входили братья Сергей (вокал, гитара) и Игорь Дмитриевы (ударные, клавишные), Роман Поваров (лидер-гитара), Денис Самусев (бас).
В январе 1994 года группа Mental Home записала первый демо-альбом «Funeral Service», выполненный в духе атмосферного death-doom-metal (продолжительность — 43 минуты). Альбом записывался в московской студии «Внуково» и имел положительные отзывы в рядах любителей андеграунда. В июле 1994 года Mental Home в той же студии записали второй альбом «Mirrorland», который существенно отличался от своего предшественника, поднимая группу на новый уровень: музыка благодаря клавишам стала мрачнее и атмосфернее, а структура композиций — сложнее. Обе записи были реализованы в формате МС: «Funeral Service» был выпущен силами группы, а «Mirrorland» — при содействии российского независимого лейбла Metal Agen, контракт с которым был заключён незадолго до того. Успех контракта был подкреплен успешным концертом в рамках фестиваля Deathrider 3.
Вскоре группе пришлось искать нового гитариста: Роман Поваров повредил себе мизинец левой руки и переучился на клавишника. После долгих поисков и отбора кандидатур соло-гитаристом стал Сергей Калачёв, с которым группа начала записывать третий альбом «Vale». Конечная версия альбома была смикширована с третьей попытки, после чего группа заключила контракт с польской звукозаписывающей компанией Morbid Noizz на издание «Vale» в МС и CD вариантах. Весной 1996 года альбом поступил в продажу. Первый тираж альбома «Vale» был продан в Москве меньше чем за месяц, а в российских Metal Charts релиз Mental Home отодвинул на второе место альбом «Ночь короче дня» Арии. 2 июня 1996 года группа провела презентацию своего нового альбома. Этот концерт стал последним, сыгранным оригинальным составом группы, так как вскоре группу покинул Роман Поваров. После двух месяцев поисков был найден новый клавишник — Михаил «Maiden» Смирнов. Первый концерт в обновленном составе группа дала уже в августе в Нижнем Новгороде вместе с московской группой Autumnal Discord и несколькими местными коллективами. С сентября по ноябрь Mental Home отыграла ряд концертов по городам России, а в декабре 1996 в Саратове приняла участие в местном Рок-фестивале.
После выступления в Москве 26 января 1997 года группа начала работу над новым альбомом. К этому времени тираж альбома «Mirrorland» в 5000 копий был распродан, а альбом «Vale» был переиздан в России в МС формате московской фирмой «Союз рекордс» при участии Metal Agen. В середине марта группа начала записывать новый альбом в студии «Внуково». 30 апреля группа «Mental Home» выступила на фестивале Deathrider 5, проходившем в клубе Camelot (филиал ДК Зил), в котором также приняли участие End Zone, Goresleeps, Gods Tower, Nokturnal Mortum. Сами же Mental Home сыграли на этом концерте одну новую песню «Silent Remembrance», которая была с успехом принята зрителями. В это время через Интернет группа познакомилась с американской фирмой The END Records, организаторы которой спустя некоторое время предложили контракт на выпуск альбома «Vale» в формате CD. Вскоре состоялся релиз альбома, и он появился на прилавках дистрибьютеров The END Records.
Четвёртый альбом под названием «Black Art», включающий в себя 8 песен и инструментальную композицию, был записан к июлю 1997 года и вышел в формате CD так же, как и «Vale» на The END Records.
Летом 1999 года компания The END Records предложила группе выступить в США на пяти концертах вместе с группой The Gathering (Голландия). Двое из этих концертов были бы фестивалями с участием таких групп, как Manowar, Cradle Of Filth, Rotting Christ и другие. Но эти выступления сорвала процедура выдачи виз посольством США в Москве.
В 2000 году на крупном американском лейбле «Century Media» вышел новый диск «Upon The Shores Of Inner Seas», получивший положительные рецензии от рок-журналов и восторженные отклики от своих поклонников. Долгое время Mental Home искали себе российский или зарубежный лейбл для переиздания дебюта «Funeral Service» и второго альбома «Mirrorland» на CD, которые до этого были доступны лишь на кассетах.
В ноябре 2009 года после перерыва группа возобновила репетиции и чуть позже включила в свой состав нового басиста Александра Цветкова (The Arrow, Соколиная охота). В сентябре 2010 года вышло переиздание альбома Mirrorland на CD, которого так долго ждали поклонники, затем Mental Home с успехом выступили в Москве, Ярославле и Вологде.
9 мая 2011 года группа Mental Home выпустила новый сингл под названием «В среднем течении Schlange», состоящий из двух композиций «В вихре времени» и «Угра» и приуроченный к Дню Победы. Данный сингл стал первым релизом группы на русском языке.
19 октября 2012 года вышел полноформатный альбом «Угра», русскоязычная лирика которого продолжила тематику Великой Отечественной войны, начатую на сингле «В среднем течении Schlange». Треки «В вихре времени» и «Угра», входившие в сингл, для альбома были переработаны и полностью перезаписаны. Также на альбоме был представлен русскоязычный кавер на композицию «RavenLand» группы Lake Of Tears, который также был перезаписан после выхода трибьюта Lake Of Tears — «20 Years In Tears». Альбом «Угра» был выпущен ограниченным тиражом в формате digibook с 20-страничным буклетом.

## Состав

### Текущий состав
- Сергей «Grave» Дмитриев — вокал, гитара (с 1993)
- Михаил «MAIDEN» Смирнов — клавиши (с 1996)
- Игорь «Evil Spirit» Дмитриев — ударные (с 1993)
- Александр «Змей» Цветков — бас (с 2010)

### Бывшие участники
- Константин Кузнецов — гитара, вокал (1999—2009)
- Роман Поваров (27.11.1975 — 02.10.2000) — гитара, клавиши (1993—1996)
- Павел Прялкин — соло-гитара (апрель 1999)
- Денис Самусев — бас (1993—2009)
- Сергей Калачёв (09.10.1975 — 25.11.2019) — соло-гитара (1995—1997, 1997—1999, 2009—2019)

### Сессионные участники
- Эмилия Ермилова (также известна как Emily A. Saaen) — женский голос на альбоме «Black Art».
- Илья Егорычев («Symbol», «The Morningside») — бас, заменял Дениса Самусева на нескольких концертах.

## Дискография
- 1994 — Funeral Service (MC-релиз вышел в 1994 году на Dertod Productions), (переиздан в 2013 в виде двойного диги-пака как Self-Release)
- 1995 — Mirrorland (MC издавался на MetalAgen Records и Союз в 1995 году; CD вышел в 2010 году на More Hate Productions, Россия)
- 1996 — Vale (MC-версия вышла в 1996 году на Союз и Morbid Noizz Prod; CD вышел в 1997 году на The End Records, США)
- 1997 — Black Art (CD вышел в 1998 году на The End Records, США)
- 1999 — Upon The Shores Of Inner Seas (CD вышел в 2000 году на Century Media Records, США)
- 2011 — В среднем течении Schlange (EP) (self-release)
- 2012 — Угра (self-release), переиздан в 2016 на More Hate Productions
- 2016 — Triangle (EP), CD издан в 2017 году More Hate Productions

## Прочая деятельность участников группы
- Сергей «Grave» Дмитриев в 1996 году сотрудничал с progressive doom-командой «Last serenade» в качестве клавишника.
- Игорь Дмитриев играл на ударных в блэк-метал-группе Rossomahaar (1998—1999) и в группе Эшелон (2002—2004).
- Михаил «MAIDEN» Смирнов:
  - в 1998—1999 годах входил в концертный состав блэк-метал-группы Rossomahaar;
  - в 2003—2005 годах играл на гитаре в группе «Эшелон», исполняющей музыку в стиле коммунистический трэш-метал;
  - в качестве вокалиста поучаствовал в записи альбома «Mysticism» украинской блэк-метал-группы Khors и снялся в их клипе на песню «Red Mirrors»;
  - является гастролирующим концертным звукорежиссёром;
  - является звукорежиссёром и продюсером на своей студии Buddha-Cat Studio.
- После ухода из Mental Home Роман Поваров (27.11.1975 — 02.10.2000) играл в группе «Regressus Ad Infinitum».

## Интересные факты
- Один из американских рекорд-лейблов The End Records (ныне поглощён BMG GmbH) был создан Андреасом Кацамбасом (Andreas Katsambas) и Сергеем Махоткиным[1] после переговоров последнего с Михаилом Смирновым[2]. Результатом переговоров стал выпуск на CD альбома «Vale» и присвоение релизу номера TE-001. Достоверно неизвестно, когда именно альбом вышел на CD: в различных источниках указывается декабрь 1997 года или январь 1998[3][4].
- Название группы «Mental Home» переводится с английского как «Психиатрическая больница» или «Сумасшедший дом», однако на подобные заявления участники группы всегда отшучивались, отвечая, что сумасшедший дом — «crazy house», а «Mental Home» — это «душевная обитель»[5].
- Планировалось, что новый альбом, следующий за «Black Art», продолжит ту же концепцию и будет называться «Against The Sun». Однако, новый материал сильно отличался по духу, и альбом получил другое название: «Upon The Shores Of Inner Seas».
- Нынешний логотип группы был создан бывшим басистом группы Денисом Самусевым.[5]